# Viktorija Rajicic
Viktorija Rajicic (Melbourne, 7 april 1994) is een tennisspeelster uit Australië. In 2007 speelde ze het ITF-toernooi van Perth. Voor ze aan tennis begon, deed ze aan karate.

## Posities op deWTA-ranglijst
Positie per einde seizoen:
| jaartal | ranking enkelspel | ranking dubbelspel |
| ------- | ----------------- | ------------------ |
| 2014    | 667               | 533                |
| 2013    | 282               | 337                |
| 2012    | 379               | 502                |
| 2011    | 847               | 523                |
| 2010    | 536               | 487                |

## Prestatietabel grandslamtoernooien
| Legenda | Legenda                          |
| ------- | -------------------------------- |
| g.t.    | geen toernooi gehouden           |
| l.c.    | lagere categorie                 |
| –       | niet deelgenomen                 |
| G       | uitgeschakeld in de groepsfase   |
| 1R      | uitgeschakeld in de eerste ronde |
| 2R      | uitgeschakeld in de tweede ronde |
| 3R      | uitgeschakeld in de derde ronde  |
| 4R      | uitgeschakeld in de vierde ronde |
| KF      | uitgeschakeld in de kwartfinale  |
| HF      | uitgeschakeld in de halve finale |
| F       | de finale verloren               |
| W       | het toernooi gewonnen            |
| w-v     | winst/verlies-balans             |

### Enkelspel
Rajicic speelde tot en met 2014 niet in het enkelspel op een grandslamtoernooi.

### Vrouwendubbelspel
| Toernooi        | 2011 | 2012 | 2013 | 2014 |
| --------------- | ---- | ---- | ---- | ---- |
| Australian Open | 1R   | 1R   | 1R   | 1R   |
| Roland Garros   | –    | –    | –    | –    |
| Wimbledon       | –    | –    | –    | –    |
| US Open         | –    | –    | –    | –    |